# Klip (Aruba)
Klip – miejscowość (plaats) w strefie Klip/Mon Plaisir, w regionie Oranjestad-Oost w północno-zachodniej części kraju autonomicznego Aruba, należącego do Holandii, w Ameryce Południowej.